# Mersch-Tunnel
Der Tunnel Mersch ist ein Autobahn-Tunnel der luxemburgischen Autoroute 7 (Nordstrooss) im Bereich des Merscher Bergs gelegen.
Mit 530 m Länge ist er einer der kürzeren Tunnel der A7.
Der Abschnitt Lorentzweiler und dem SOS-Kinderdorf Mersch, zu dem der Tunnel gehört, wurde am 24. Januar 2008 für den Verkehr freigegeben.

## Internet
- die Autoroute du Nord auf der Website der Admin. des Ponts et Chaussées
- der Tunnel bei Structurae